# Герб Печенізького району
Герб Печенізького райо́ну — офіційний символ Печенізького району Харківської області, затверджений рішенням сесії районної ради від 20 липня 2000 року.

## Опис
Щит перетятий і напіврозтятий. На першому зеленому полі золотий ріг достатку і кадуцей в косий хрест; на другому золотому символічне зображення опішнянського козака; на третьому золотому самець дрофи, під яким два лазурових нитяних укорочених хвилястих пояси. Щит обрамлено золотою облямівкою та золотим вінком з дубових листків, перевитих лазуровою стрічкою, і увінчано лазуровим напіврозгорнутим рулоном металопрофілю з п'ятьма золотими колосками.
Комп'ютерна графіка — К. М. Богатов, В. М. Напиткін.